# Ревуче
Кругляковка (укр. Ревуче), село, 
Кругляковский сельский совет, 
Купянский район, 
Харьковская область.
Село ликвидировано в 1924  году.

## Географическое положение
Село Ревуче находится в урочище Ревучее, на расстоянии в 4 км от села Песчаное и в 5 км от села Кругляковка.
По селу протекает пересыхающий ручей с большими запрудами.

## Экономика
- Овце-товарная ферма.

## Достопримечательности
- Братская могила советских воинов. Похоронено 8 воинов.